# Kreis Kleve
Kreis Kleve är ett distrikt i förbundslandet Nordrhein-Westfalen, Tyskland.

## Infrastruktur
Genom distriktet går motorvägarna A3, A40 och A57.
1. ↑  hämtat från: tyskspråkiga Wikipedia.[källa från Wikidata]
2. ↑  hämtat från: tyskspråkiga Wikipedia.[källa från Wikidata]